# Claude Érignac
Claude Érignac, né le 15 décembre 1937 à Mende (Lozère) et mort le 6 février 1998 à Ajaccio (Corse-du-Sud), est un haut fonctionnaire français. Il meurt assassiné dans ses fonctions de préfet de la Corse et du département Corse-du-Sud, par le nationaliste corse Yvan Colonna.

## Biographie

### Jeunesse et études
Claude Jean Pierre Érignac est le fils de René Érignac (1909-2002), haut fonctionnaire et d'Émilie Peyregne (1914-1993). Sa famille paternelle est originaire de Corrèze, du Puy-de-Dôme et du Cantal. Son frère, Robert Érignac (né en 1936), fut directeur commercial.
Claude Érignac épouse en 1971 à Avignon, Dominique Marchand (née en 1943),, et, de cette union, sont nés deux enfants, Marie-Christophine (née en 1973), directrice du mécénat au musée du quai Branly – Jacques-Chirac et Charles-Antoine (né en 1977), avocat. Il est également l'oncle d'Anne-Charlotte Pontabry, actrice.
Claure Érignac suit ses études secondaires au lycée Charlemagne, puis aux lycées de Verdun, de Mâcon, et enfin de Mostaganem. Une fois son baccalauréat obtenu, il poursuit ses études à l'université de Paris, où il obtient une licence en droit, puis est diplômé en 1959 de l'Institut d'études politiques de Paris.

### Carrière et fonctions
- 5 juin 1962 : Inscrit sur la liste d'aptitude aux fonctions de chef de cabinet de préfet, il entre dans la carrière préfectorale en 1962 en Guyane.
- 1963 - 1964 : Service militaire.
- 1964 - 1966 : Chef de cabinet du préfet de l'Yonne auprès de Michel Ellia puis de Laurent Chazal.
- 1966 : Chargé de mission au cabinet du secrétaire d'État aux Affaires étrangères chargé de la coopération Jean Charbonnel.
- 1967 : Chef de cabinet du préfet du Jura Georges Mac-Grath, pendant trois mois au début de cette année.
- 1967 - 1969 : Chef de cabinet du ministre des Transports Jean Chamant (nommé sous-préfet pendant ce poste).
- 1968-1969 : Chargé de travaux dirigés en droit public à l'Université Paris-9-Dauphine.
- juin 1969 - 12 janvier 1971 : Chef de cabinet du ministre délégué auprès du Premier ministre chargé des DOM-TOM Henri Rey.
- 13 janvier 1971 - 5 juin 1973 : secrétaire général de la Martinique.
- 6 juin 1973 - 31 juillet 1974 : Directeur de cabinet du secrétaire d'État auprès du ministre chargé des Relations avec le Parlement et porte-parole du gouvernement Olivier Stirn.
- 1974 : Nommé administrateur civil de première classe.
- 31 juillet 1974 - 1978 : Secrétaire général de la Nouvelle-Calédonie.
- août 1978 - août 1981 : Sous-préfet (hors classe) d’Avesnes-sur-Helpe (Nord).
- août 1981 - octobre 1984 : Sous-préfet de Roanne (Loire).
- octobre 1984 - avril 1986 : Commissaire de la République du Gers (titre des préfets de 1982 à 1988).
- avril 1986 - mai 1988 : Directeur des affaires politiques, administratives et financières de l’outre-mer au ministère des Départements et Territoires d'outre-mer.
- mai 1988 - octobre 1989 : Directeur de cabinet du ministre de la Coopération et du Développement Jacques Pelletier.
- 30 octobre 1989 - 1er juin 1993 : Préfet de Meurthe-et-Moselle.
- 1er juin 1993 - 8 février 1996 : Préfet des Yvelines.
- 5 février 1996 - 6 février 1998 : Préfet de la région Corse et préfet de la Corse-du-Sud.

### Assassinat
Il est préfet de la région Corse depuis le 5 février 1996 lorsqu'il est assassiné le 6 février 1998 à 21 h 15 à Ajaccio par des indépendantistes corses. Depuis, ses cendres reposent dans une maison familiale située dans le village de Montbrun en Lozère, conformément à une tradition protestante cévenole.
Les auteurs de l'assassinat ont été condamnés à la réclusion criminelle à perpétuité ; un autre indépendantiste corse, Yvan Colonna, jugé postérieurement au reste du groupe, a été condamné en appel à la même peine le 27 mars 2009 mais nie sa participation à l'attentat. Yvan Colonna, qui a toujours nié être impliqué, a été jugé une troisième fois début mai 2011, après cassation de son procès en juin 2010. C’est pour n’avoir pas répondu aux conclusions de la défense concernant l’audition d’un expert en balistique que sa condamnation en appel avait été annulée.
Le 11 juillet 2012, le pourvoi en cassation d'Yvan Colonna est rejeté, rendant sa condamnation à perpétuité définitive. Le 11 janvier 2013, Yvan Colonna a toutefois saisi la Cour européenne des droits de l'homme, estimant qu'il n'a pas eu droit à un procès équitable. Le 8 décembre 2016, la CEDH a jugé sa demande irrecevable.

## Association et prix Claude-Érignac
L'association Claude-Érignac, fondée en 2000 par sa veuve Dominique Érignac, est dirigée en 2001 par Antoine Rufenacht, alors maire du Havre, et futur directeur de campagne de Jacques Chirac,. En 2018, elle a à sa tête Michel Cadot, préfet de Paris. Les enfants de Claude et Dominique Érignac, Marie-Christophine et Charles-Antoine, en sont vice-présidents.
Le prix Claude-Érignac récompense, à partir d'un thème, un travail collectif effectué par des lycéens ou étudiants. En 2000, le président du jury est Renaud Denoix de Saint Marc. Depuis 2012, il est décerné par un jury indépendant composé à parts égales de membres de l’association et de l’Institut d’études politiques de Paris, et n'est décerné qu'aux élèves de l'établissement. Il est doté d'une récompense de 8 000 € en 2016 et 5 000 € en 2018.

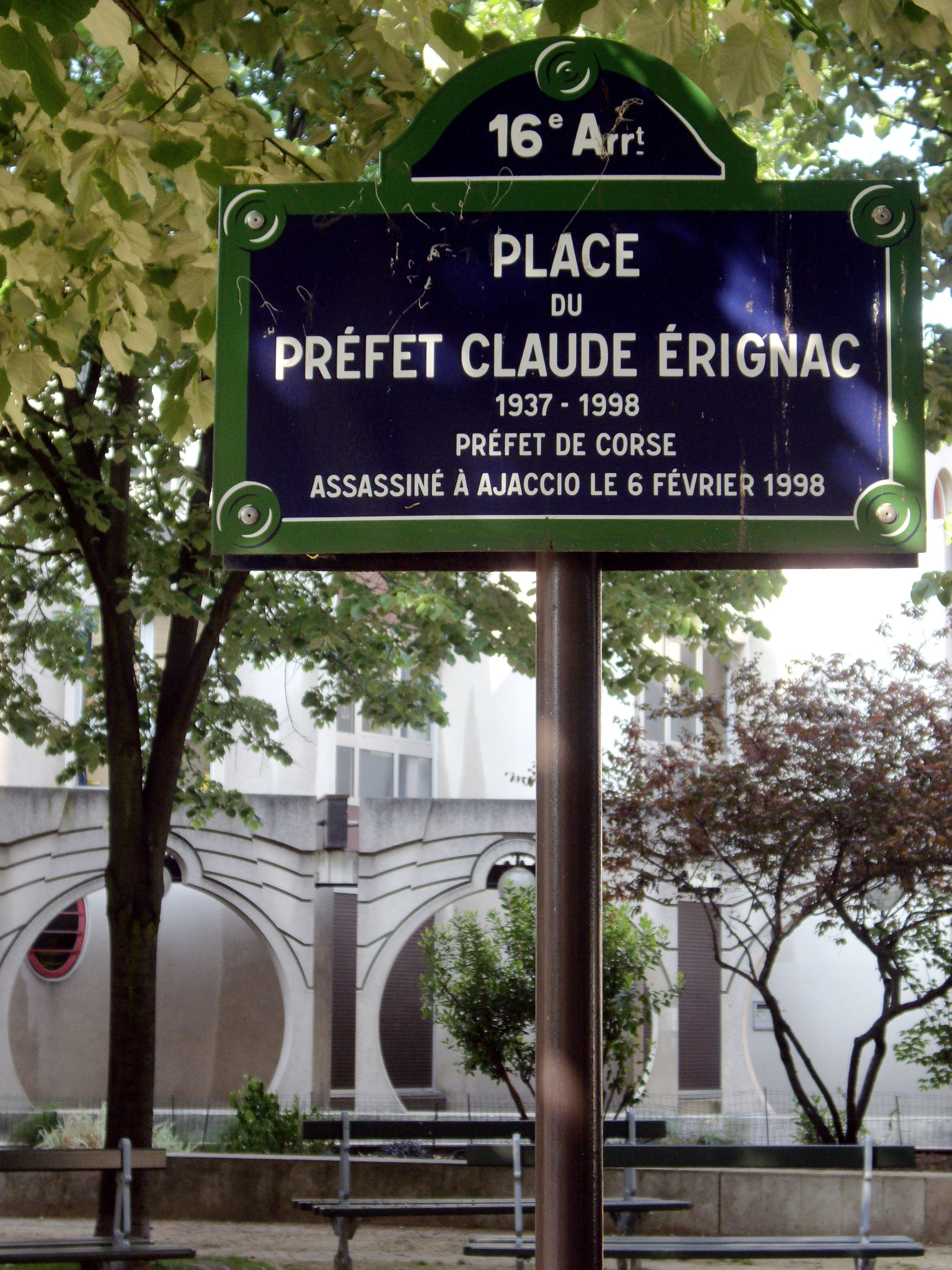
Place du 16e arrondissement de Paris inaugurée en 2004 en hommage au préfet Claude Érignac.

## Récompenses et distinctions

### Décorations

#### Décorations françaises
- Commandeur de la Légion d'honneur (à titre posthume, 1998)[22] ; officier (1997)
- Officier de l'ordre national du Mérite (1990)[23]
- Commandeur de l'ordre des Palmes académiques
- Chevalier de l'ordre du Mérite maritime
- Officier de l'ordre du Mérite agricole
- Médaille de la jeunesse, des sports et de l'engagement associatif, or
- Médaille d'honneur de l'administration pénitentiaire, bronze

### Hommages
- Place Claude-Érignac à Ajaccio, à l'endroit où il fut assassiné, inaugurée le 6 février 2018 par le président de la République française Emmanuel Macron.
- Place du Préfet-Claude-Érignac dans le 16e arrondissement de Paris, inaugurée le 6 février 2004.
- Place du Préfet-Claude-Érignac à Auch (Gers), devant la préfecture dont il a été commissaire de la République de 1984 à 1986.
- Place Préfet-Claude-Érignac à Saint-Germain-en-Laye (Yvelines), inaugurée le 10 juillet 2000.
- Rue Préfet-Claude-Érignac à Nancy, devant la préfecture de Meurthe-et-Moselle, département dont il a été préfet. Elle a été inaugurée le 14 juillet 1999[24].
- Rue Préfet-Claude-Érignac à Foix (Ariège).
- Rue Claude-Érignac à Montreuil (Seine-Saint-Denis).
- Allée Claude-Érignac à Versailles (Yvelines), inaugurée le 6 février 2016[25].
- Avenue du Préfet-Claude-Érignac à Mont-Saint-Martin (Meurthe-et-Moselle), inaugurée le 17 mars 2017[26].
- Parc Claude-Érignac à Sartrouville (Yvelines), inauguré le 5 octobre 2000.
- Square Claude-Érignac à Colmar (Haut-Rhin), en face de la préfecture, inauguré en 2015.
- Square Claude-Érignac à Valenciennes (Nord).
- Square Claude-Érignac au Havre (Seine-Maritime), il est situé en face de la sous-préfecture.
- Salle Claude-Érignac dans la préfecture de Lille (Nord)
- Salle Claude-Érignac dans la préfecture de Niort (Deux-Sèvres), inaugurée le 06 février 2018 par Isabelle David, préfète des Deux-Sèvres.
- Salle Claude-Erignac dans la préfecture d'Arras (Pas-de-Calais)
- Salle Claude-Érignac dans la préfecture de Perpignan (Pyrénées-Orientales).
- Salle Claude-Érignac dans la préfecture de Mamoudzou (Mayotte).
- Salle Claude-Érignac dans la préfecture de Besançon (Doubs)
- Salle Claude-Érignac dans la préfecture de Châteauroux (Indre), inaugurée le 5 février 1999.
- Salle Claude-Érignac dans la préfecture d'Aurillac (Cantal), inaugurée en février 2005.
- Salle Claude-Érignac dans la préfecture de Foix (Ariège), inaugurée en 2006.
- Salle Claude-Érignac dans la préfecture de Saint-Lô (Manche), inaugurée le 5 février 2018[27].
- Salle Claude-Érignac dans la préfecture de Strasbourg (Bas-Rhin), inaugurée le 6 février 2018 par le préfet du Bas-Rhin et préfet de la région Grand-Est Jean-Luc Marx[28].
- Salle Claude-Érignac dans la préfecture de Nevers (Nièvre), inaugurée le 6 février 2018[29].
- Salle Claude-Érignac dans la préfecture de Charleville-Mézières (Ardennes), inaugurée le 6 février 2018[30].
- Salle Claude-Érignac dans la préfecture d'Avignon (Vaucluse), inaugurée le 6 février 2018[31].
- Salle Claude-Érignac dans la préfecture de Créteil (Val-de-Marne), inaugurée le 6 février 2018 par le préfet du Val-de-Marne Laurent Prévost[32].
- Salle Claude-Érignac dans la préfecture de Bourg-en-Bresse (Ain).
- Salle Claude-Érignac dans la sous-préfecture de La Trinité (Martinique), du fait de ses fonctions en tant que secrétaire général de la préfecture de la Martinique.
- Salle Claude-Érignac au Haut-commissariat de la République en Nouvelle-Calédonie à Nouméa, inaugurée le 6 février 2018 par le Haut-commissaire de la République en Nouvelle-Calédonie Thierry Lataste[33].
- Bâtiment et salle Claude-Érignac dans la préfecture de Guéret (Creuse)[34].
- Salle Claude Érignac au ministère de l’Intérieur, place Beauvau, 8e arrondissement de Paris.
- Cour Claude Érignac (cour d’honneur de la préfecture de Marseille (Bouches-du-Rhône)), inaugurée le 6 février 2018[35].
- Rond-point Claude-Érignac à Florac (sous-préfecture de son département de naissance).
- École Claude-Érignac au Pecq (Yvelines), inaugurée le 21 octobre 2000.
- École Claude-Érignac au Monastier-Pin-Moriès (Lozère), inaugurée le 25 octobre 2007.
- Amphithéâtre Claude-Érignac à l'Institut d’études politiques de Paris, 13 rue de l’Université, 7e arrondissement de Paris.
- Amphithéâtre Claude-Érignac à l'École nationale d'administration, 2 avenue de l'Observatoire, 8e arrondissement de Paris.
- 54e promotion des commissaires de police issus de l’École nationale supérieure de la police, entrée en fonction en juin 2004.